# Daniel Küblböck
Daniel Küblböck (ur. 27 sierpnia 1985 w Hutthurm, zaginął 9 września 2018 na Morzu Labradorskim) – niemiecki piosenkarz popowy i jazzowy.

## Kariera
Jesienią 2002 wziął udział w pierwszej edycji talent show Deutschland sucht den Superstar, a w marcu 2003 zajął trzecie miejsce w finale programu. Jeszcze w trakcie trwania programu nagrał z innymi uczestnikami album pt. United promowany singlem „We Have a Dream”, który dotarł do pierwszego miejsca na liście przebojów w Niemczech. Po udziale w programie wydał pierwszy solowy singiel „You Drive Me Crazy”, który zajął pierwsze miejsce na liście przebojów w Niemczech, 4. miejsca w Austrii i 10. w Szwajcarii. Jego kolejny singiel, „Heartbeat”, także osiągnął sukces i uplasował się w top 5 w Niemczech i Austrii. Obie piosenki znalazły się na jego pierwszym albumie pt. Positive Energie, za którego sprzedaż otrzymał certyfikat złotej płyty w Niemczech. Jesienią wydał książkę autobiograficzną pt. Ich lebe meine Töne, która osiągnęła sukces wydawniczy.
W 2004 zajął trzecie miejsce w programie typu reality show Ich bin ein Star – Holt mich hier raus!. Następnie wydał cover piosenki „The Lion Sleeps Tonight”, który dotarł do top 10 w Niemczech oraz top 40 w Austrii i Szwajcarii, a także singiel z balladą „Teenage Tears”, który rozszedł się w liczbie 10 tys. egzemplarzy. W sierpniu premierę miał jego biograficzny musical Daniel – Der Zauberer, który zebrał negatywne recenzje i odnotował niską oglądalność. Pod koniec roku wziął udział w projekcie 4 United, w ramach którego razem z trzema innymi uczestnikami programu DSDS nagrał charytatywny singiel „Don’t Close Your Eyes” dla organizacji Ärzte ohne Grenzen (Lekarze bez Granic).
Od 2005 przewodził założonej przez siebie firmie marketingowej o nazwie Positive Energie. W listopadzie wydał album pt. Liebe Nation, który dotarł do zaledwie 54. miejsca listy sprzedaży w Niemczech. Płytę promował singlami: „König von Deutschland” i  „Born in Bavaria”, które były notowane na liście przebojów w Niemczech.
Od 2009 wydawał płyty niezależnie, w tym studyjne albumy: Jazz Meets Blues... Wenn zwei sich verlieben (2009), Leise rieselt der Schnee (2009) i Schrebergarten (2010) oraz dwupłytową składankę przebojów Best of 2003–2010. W 2011 zaczął prowadzić własny talk-show Daniels Bistro. Jesienią 2012 wydał album pt. Diez años Kúblbóck – Ich versteh’ nur Spanisch, na którym zawarł hiszpańskojęzyczne piosenki w stylu latynoskim. W 2014 z utworem „Be a Man” zgłosił się do niemieckich eliminacji do Konkursu Piosenki Eurowizji 2014, ale nie zakwalifikować się do stawki finałowej. Wiosną 2015 zajął szóste miejsce w programie rozrywkowym Let’s Dance. Na początku 2016 wydał album pt. Jesus Is My Lover.

## Zaginięcie
29 sierpnia 2018 wypłynął na statku rejsowym AIDAluna z Hamburga do Nowego Jorku. 9 września 2018 ok. godz. 5:15 nad ranem czasu lokalnego wyskoczył poza burtę, kiedy statek znajdował się ok. 185 km na północ od St. John’s na Morzu Labradorskim. Temperatura wody w tym rejonie wynosiła 10,5 °C. Straż Wybrzeża Kanady uruchomiła operację ratowniczą, ale 10 września zaprzestano dalszych poszukiwania ze względu na nikłe szanse odnalezienia Küblböcka żywego.
W tygodniach poprzedzających zaginięcie znajomi Küblböcka mieli zauważyć jego rzekome zmiany charakteru i problemy psychologiczne, próbując bezskutecznie przekonać go do rezygnacji z wyprawy statkiem. Jego współpasażerowie podczas rejsu mieli też zauważyć niezrównoważone zachowanie Daniela. 22 lutego 2021 został oficjalnie uznany za zmarłego.

## Życie prywatne
Był synem Günthera i Bianki Küblböcków. Dzieciństwo spędził w Eggenfelden. Miał czterech braci: Andreasa, Michaela, Guenthera i Dennisa, oraz siostrę, Jasmin. Mieszkając na Majorce poznał milionerkę Kerstin Elisabeth Kaiser, przez którą później został legalnie zaadoptowany.
W 2010 ujawnił się jako homoseksualista, po wcześniejszym określaniu się jako osoba biseksualna. Później jednak identyfikował się jako kobieta i miał na celu operację zmiany płci by żyć pod nową, żeńską tożsamością Lana Kaiser. Tuż przed zaginięciem w 2018 założył nowe konto na Instagramie, na którym określił się jako osoba transseksualna o imieniu Rosa Luxemburg.

## Dyskografia
| - 2003: Positive Energie - 2005: Liebe Nation - 2009: Jazz Meets Blues... Wenn zwei sich verlieben - 2010: Schrebergarten - 2012: Diez años Kúblbóck – Ich versteh’ nur Spanisch - 2016: Jesus Is My Lover - 2009: Leise rieselt der Schnee - 2010: Küblböckische Weihnacht „24 Dates” - 2011: Küblböckische Weihnacht – Ruhe vor dem Sturm - 2008: Zero to Sexy – Live - 2011: Schrebergarten – Live - 2012: El tiempo – Live - 2013: Diez años Kúblbóck – Ich versteh’ nur Spanisch – Live - 2014: Die Küblböck Live Show - 2010: Best of 2003–2010 | - 2003: „You Drive Me Crazy” - 2003: „Heartbeat” - 2004: „The Lion Sleeps Tonight” - 2004: „Teenage Tears” - 2005: „König von Deutschland” - 2007: „Born in Bavaria” - 2010: „Bodenmais (moacht’s eich auf)” - 2012: „El tiempo” - 2012: „No destroces mi corazón” - 2013: „Berlin” - 2013: „Amo el mar” - 2013: „Ein Stück von dir” - 2014: „Angel” - 2015: „Save My Heart” - 2002: „We Have a Dream” (singel z Deutschland sucht den Superstar) - 2003: United (album z Deutschland sucht den Superstar) - 2004: „Don’t Close Your Eyes” (singel z 4 United) |

## Filmografia
- 2003: St. Angela
- 2004: Daniel – Der Zauberer
- 2004: Crazy Race 2 – Warum die Mauer wirklich fiel

## Programy telewizyjne
- 2002–03: Deutschland sucht den Superstar
- 2004: Ich bin ein Star – Holt mich hier raus!
- 2005: Big Brother – Das Dorf
- 2011–14: Daniels Bistro
- 2015: Let’s Dance